# Trilantic Capital Partners
Die Trilantic Capital Partners ist eine Beteiligungsgesellschaft, sie betreut Kapitalüberlassungen in Höhe von sechs Milliarden Dollar. Das Unternehmen ist
unterteilt in die Trilantic North America mit Sitz in New York und die Trilantic Europe mit Sitz in London.

## Entwicklung
Der Vorläufer des Unternehmens wurde als Lehman Brothers Merchant Banking im Jahr 1986 während des Booms von fremdfinanzierten Übernahmen von der amerikanischen Investmentbank Lehman Brothers gegründet. Im April 2009 wurde die Lehman Brothers Merchant Banking aus der Konkursmasse der Lehmann Brothers gelöst und firmierte von nun an eigenständig als Trilantic. Diese Transaktion wurde von der luxemburgischen Reinet Investments ermöglicht, welche 22 % des LuxX Index ausmacht und von der Rupert-Familie gesteuert wird.

## Europa
Die Trilantic Europe mit Niederlassungen in London (Zentrale), Guernsey und Luxemburg fokussiert ihre Geschäfte auf Westeuropa und hält dort Kapitalüberlassungen im Wert von 1,5 Milliarden Euro. Sie besitzt beispielsweise die in Deutschland ansässige private Klinikbetreiber Oberberg Kliniken seit dem Jahr 2017. Innerhalb von zwei Jahren wurde hier von neun auf dreizehn Privat-Kliniken mit einer Kapazität von 800 Patienten expandiert.
Eine der ersten Beteiligungen in Europa erfolgte 2005 bei dem spanischen Schienenfahrzeughersteller Talgo. Mit dem Börsengang des Unternehmens 2015 erfolgte ein teilweiser Ausstieg.
Am 11. Mai 2022 wurde bekannt, dass Trilantic Europe das Meinungsforschungsunternehmen Kantar Public (bisher Teil der Kantar Group) im dritten Quartal 2022 kauft.